# Yut-Uk'um
Yut-Uk'um es una localidad del municipio de Chenalhó, ubicado en la región de Los Altos del estado mexicano de Chiapas.

## Geografía
La localidad de Yut-Uk'um se sitúa en las coordenadas geográficas 16°56′10″N 92°34′50″O / 16.936111, -92.580556, a una elevación de 1,464 metros sobre el nivel del mar.

## Demografía
Según el Conteo de Población y Vivienda 2005, efectuado por el Instituto Nacional de Estadística y Geografía, Yut-Uk'um tenía 181 habitantes, en 2010 la población era de 173 habitantes, y para 2020 había 111 habitantes, de los cuales 58 son del sexo masculino y 53 del sexo femenino.
| Gráfica de evolución demográfica de Yut-Uk'um entre 2005 y 2020 |
|                                                                 |
| INEGI.                                                          |